# Rodolfo I de Habsburgo

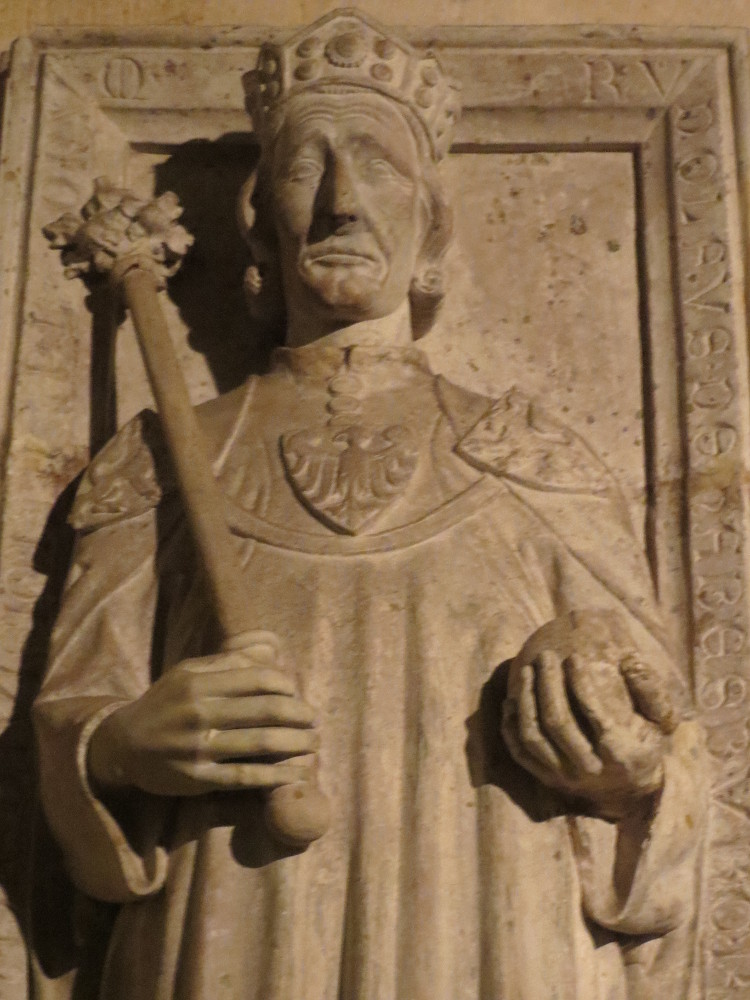
La tumba de Rodolfo I en Espira.

Rodolfo I, rey de los romanos o Rodolfo I de Habsburgo (Limburgo en Brisgovia, 1 de mayo de 1218-Espira, 15 de julio de 1291) fue conde de Habsburgo y rey de Romanos desde 1273 hasta su muerte. Sucedió a Ricardo de Cornualles y dio fin al período del Gran Interregno y la dinastía Hohenstaufen. Primer miembro de la Casa de Habsburgo en ascender al trono alemán, es considerado el fundador del poder de la dinastía. Durante su reinado extendió las posesiones de los Habsburgo a Austria y sus dependencias.

## Primeros años de vida
Rodolfo nació en el castillo de Limburgo cerca de Sasbach am Kaiserstuhl en la región de Brisgovia. Hijo del conde Alberto IV de Habsburgo y de Eduviges, hija del conde Ulrico de Kyburg. A la muerte de su padre en 1239, heredó grandes propiedades alrededor de la casa solariega del Castillo de Habsburgo en la región de Argovia, en la actual Suiza, así como en Alsacia. En 1245, Rodolfo se casó con Gertrudis de Hohenberg, hija del conde Burkhard III de Hohenberg, convirtiéndose así en un importante vasallo en Suabia.
Rodolfo hizo visitas frecuentes a la corte de su padrino, el emperador Federico II Hohenstaufen, y su lealtad a Federico y su hijo, el rey Conrado IV, fue recompensada con creces por concesiones de tierras. En 1254, fue excomulgado por el papa Inocencio IV por ser partidario del rey Conrado, debido a los conflictos políticos en curso entre el Emperador, quien había ocupado el Reino de Sicilia y quería restablecer su poder en el Reino de Italia, sobre todo en la región de Lombardía, y el Papado, cuyos Estados estaban en el medio y temía ser dominados por el emperador.

## Ascenso al poder

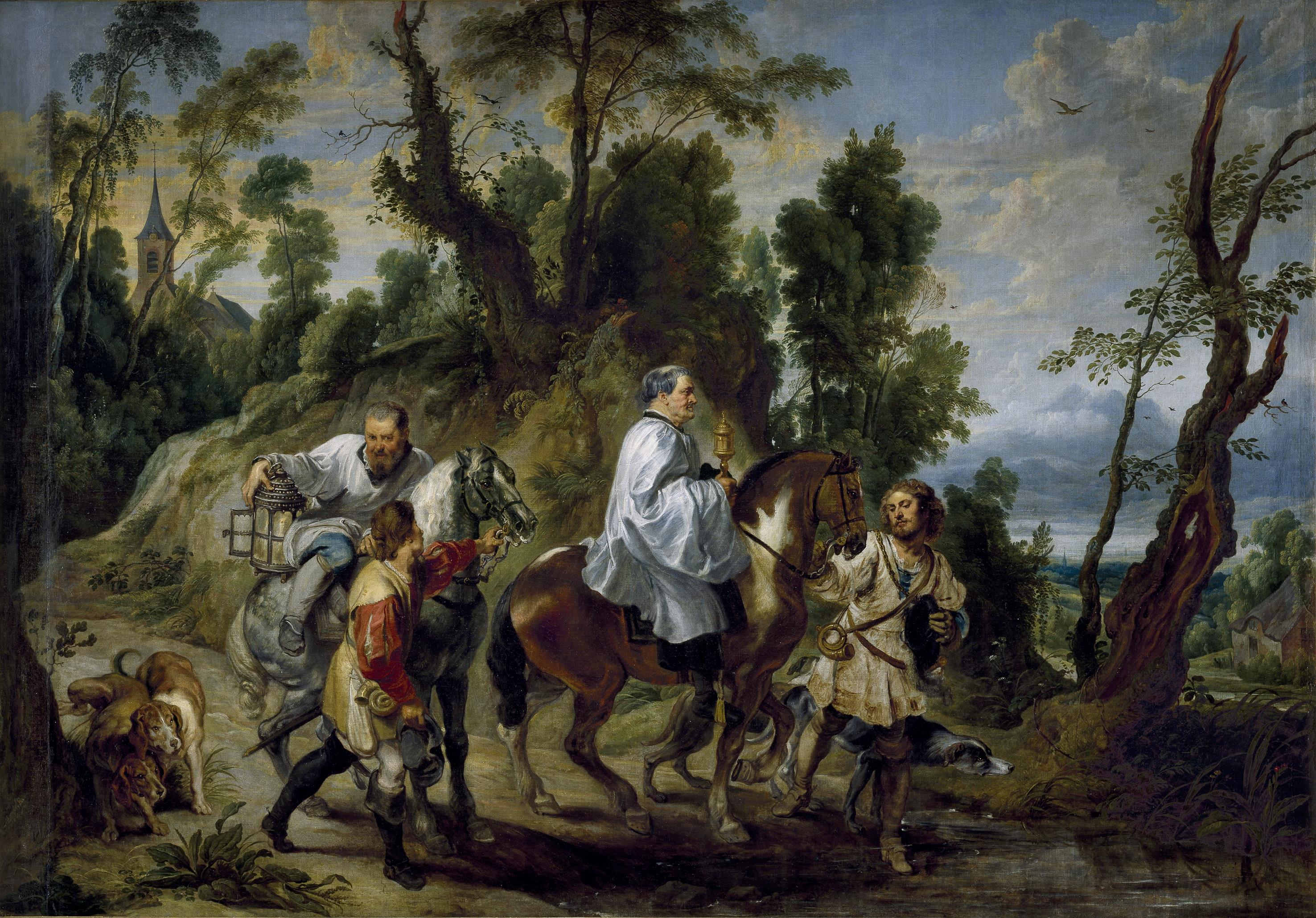
Pedro Pablo Rubens y Jan Wildens: Acto de devoción de Rodolfo I, Museo del Prado. La anécdota, transmitida por diversas fuentes, narra que Rodolfo I y su acompañante cedieron sus monturas al sacerdote y al acólito que llevaban el viático a un moribundo atravesando un bosque un día lluvioso, por lo que el sacerdote impresionando con tal acto de devoción le habría profetizado la grandeza de la casa de Habsburgo por él fundada.

El conflicto en Alemania durante el Gran Interregno, tras la caída de la dinastía de los Hohenstaufen, proporcionó una oportunidad al conde Rodolfo para aumentar sus posesiones. Su esposa era una heredera Hohenberg, y al morir su tío materno sin hijos, el conde Hartmann IV de Kyburg en 1264, también se apoderó de sus valiosas propiedades. Varios enfrentamientos llevados a cabo con éxito contra los obispos de Estrasburgo y Basilea aumentaron aún más su riqueza y reputación, incluyendo los derechos a través de varias zonas de la tierra que él adquirió a abades y otros.
Estas diversas fuentes de riqueza e influencia hicieron que Rodolfo fuera el más poderoso de los príncipes y nobles en el suroeste de Alemania (donde el ducado de Suabia tribal se había desintegrado, dejando espacio para que sus vasallos llegaran a ser muy independientes) cuando, en el otoño de 1273, los príncipes-electores se reunieron para elegir un rey después de que Ricardo de Cornualles hubiera muerto en Inglaterra en abril de 1272. La elección de Rodolfo en Fráncfort el 1 de octubre de 1273, cuando tenía 55 años, se debió en gran parte a los esfuerzos de su cuñado, el burgrave Hohenzollern Federico III de Nuremberg. El apoyo que recibió del duque Alberto II de Sajonia y del elector Palatino Luis II se debía al compromiso de matrimonio con dos de las hijas de Rodolfo.
Como resultado, el rey Otakar II de Bohemia (1230-1278) como candidato al trono y emparentado con el difunto rey Hohenstaufen Felipe de Suabia (por ser el hijo de la hija sobreviviente mayor), era casi el único en oponerse a Rodolfo dentro del colegio electoral. Otros candidatos fueron el príncipe Sigfrido I de Anhalt y el margrave Federico I de Meissen (1257-1323), un joven nieto del excomulgado emperador Federico II, que, sin embargo, no era todavía ni siquiera titular de un principado porque su padre aún vivía. Al ser admitido el duque Enrique XIII de Baja Baviera en lugar del rey de Bohemia como séptimo elector, Rodolfo ganó los siete votos.

## Rey de Alemania
Rodolfo fue coronado rey de romanos en la catedral de Aquisgrán el 24 de octubre de 1273. Para ganar la aprobación del Papa, Rodolfo renunció a todos los derechos imperiales en Roma, el territorio papal, y Sicilia, y se comprometió a liderar una nueva cruzada. El papa Gregorio X, a pesar de las protestas de Otakar II de Bohemia, no sólo reconoció a Rodolfo, sino que convenció al rey Alfonso X de Castilla (otro nieto de Felipe de Suabia), que había sido elegido como rival del rey alemán en 1257 para suceder al conde Guillermo II de Holanda, a hacer lo mismo. Por lo tanto, Rodolfo superó a los dos herederos de la dinastía de los Hohenstaufen a los que antes había servido tan lealmente.
En noviembre de 1274 se decidió por la Dieta Imperial en Núremberg que todos los Estados de la corona incautados desde la muerte del emperador Federico II debían ser restaurados, y que el rey Otakar II debía responder a la Dieta por no reconocer al nuevo rey. Otakar se negó a comparecer o a devolver los ducados de Austria, Carintia, Estiria, con la Marca de Carniola, que había reclamado a través de su primera esposa, una heredera Babenberg, y de la que él se había apoderado mientras ellos disputaban con otro heredero Babenberg, el margrave Herman VI de Baden. Rodolfo refutó la sucesión de Otakar al patrimonio Babenberg, declarando que las provincias revirtieran a la Corona Imperial debido a la falta de herederos de la línea masculina (una posición que, sin embargo, entraba en conflicto con las disposiciones del Privilegium Minus de Austria). Otakar fue puesto bajo la proscripción imperial, y en junio de 1276 se le declaró la guerra.
Habiendo persuadido al antiguo aliado de Otakar, el duque Enrique XIII de la Baja Baviera de cambiar de bando, Rodolfo obligó al rey de Bohemia a ceder las cuatro provincias para el control de la administración real en noviembre de 1276. Rodolfo entonces reinvistió a Otakar con el Reino de Bohemia, prometiendo a una de sus hijas con el hijo de Otakar, Wenceslao II, e hizo una entrada triunfal en Viena. Otakar, sin embargo, planteó cuestiones acerca de la ejecución del tratado, hizo una alianza con algunos jefes Piastas de Polonia y se procuró el apoyo de varios príncipes alemanes, incluyendo de nuevo a Enrique XIII de la Baja Baviera. Para hacer frente a esta coalición, Rodolfo formó una alianza con el rey Ladislao IV de Hungría y dio privilegios adicionales a los ciudadanos de Viena. El 26 de agosto de 1278, los ejércitos rivales se encontraron en la Batalla de Marchfeld. Rodolfo reunió cerca de 20.000 soldados que, sumados a los 18.000 aportados por Ladislao, consiguieron vencer a las tropas checas y germánicas de Otakar, que murió en la batalla. La Marca de Moravia fue sometida y su gobierno se encomendó a los representantes de Rodolfo, dejando a la viuda de Otakar, Cunigunda de Eslavonia, la única provincia que rodea Praga, mientras que el joven Wenceslao II fue nuevamente prometido a Judith, la hija menor de Rodolfo.
Rodolfo volvió a interesarse por las posesiones en Austria y las provincias adyacentes, que pasaron al dominio real. Pasó varios años implantando su autoridad allí, pero encontró algunas dificultades en el establecimiento de su familia como sucesores del imperio en esas provincias. Por fin se superó la hostilidad de los príncipes. En diciembre de 1282, Rodolfo invistió en Augsburgo a sus hijos, Alberto y Rodolfo II, con los ducados de Austria y Estiria y sentó las bases del poder territorial de los Habsburgo en la Europa central. Además, hizo a Rodolfo duque de Suabia, una dignidad más que titular, como el ducado había estado sin un gobernante real, tras la ejecución de Conradino de Hohenstaufen. El duque Alberto de 27 años de edad (casado desde 1274 con una hija del conde Meinhard II de Gorizia-Tirol (1238-95) fue lo suficientemente capaz de mantener cierta influencia en el nuevo patrimonio.
En 1286 el rey Rodolfo invistió completamente en el ducado de Carintia, una de las provincias conquistadas a Otakar, al suegro de Alberto, el conde Meinhard. Los Príncipes del Imperio no permitieron a Rodolfo dar todo lo que se había recuperado de los dominios reales a sus propios hijos, y sus aliados también necesitaban sus recompensas. Volviendo hacia el oeste, en 1281 obligó al conde Felipe I de Saboya a ceder parte de su territorio. A continuación, obligó a los ciudadanos de Berna a pagar el tributo que habían estado negando, y en 1289 marchó contra el sucesor del conde Felipe, Otón IV de Borgoña, obligándolo a rendir homenaje.
En 1281 murió su primera esposa. El 5 de febrero de 1284, se casó con Isabel de Borgoña, hija del duque Hugo IV de Borgoña, vecino occidental del Imperio en el Reino de Francia.
Rodolfo no tuvo mucho éxito en el restablecimiento de la paz interna. Las órdenes fueron efectivamente emitidas para el establecimiento de la paz en Baviera, Franconia y Suabia, y después por todo el Imperio. Pero el rey no tenía el poder, los recursos o la determinación para exigir su cumplimiento.
En 1291, trató de asegurar la elección de su hijo Alberto como rey alemán. Sin embargo, los electores se negaron alegando incapacidad para soportar dos reyes, pero en realidad, tal vez, recelosos del creciente poder de la Casa de Habsburgo. Tras la muerte de Rodolfo eligieron al conde Adolfo de Nassau.

## Muerte
Rodolfo murió en Espira el 15 de julio de 1291 y fue enterrado en la catedral de esta ciudad. Aunque tuvo una numerosa familia, sólo le sobrevivió un hijo, Alberto, más tarde rey de Alemania como Alberto I de Habsburgo. La mayoría de sus hijas también le sobrevivió, excepto Catalina, que murió en 1282, y Hedwig, en 1285.
El reinado de Rodolfo es recordado, sobre todo, por el establecimiento de la Casa de Habsburgo como una poderosa dinastía en la parte sudeste del reino. En los demás territorios, continuaron los largos siglos de declive de la autoridad imperial, desde los días de la guerra de las Investiduras, y los príncipes se ocuparon principalmente de sus propios intereses.
En la Divina Comedia, Dante encuentra a Rodolfo sentado fuera de las puertas del Purgatorio con sus contemporáneos, y le regaña por «haber descuidado lo que debería haber hecho».

## Familia y descendencia
Rodolfo se casó dos veces. Primero en 1245 con Gertrudis de Hohenberg y luego con Isabel de Borgoña, hija de Hugo IV. Todos los hijos lo fueron de su primer matrimonio.
1. Matilde de Habsburgo (Rheinfelden, ca. 1251/53-Múnich, 23 de diciembre de 1304), casada en 1273 en Aquisgrán con Luis II, duque de Baviera y madre de Rodolfo I, duque de Baviera y de Luis IV de Baviera, Emperador del Sacro Imperio.
2. Alberto I de Habsburgo (julio de 1255-1 de mayo de 1308), duque de Austria y de Estiria.
3. Catalina de Habsburgo (1256-Landshut, 4 de abril de 1282), casada en 1279 en Viena con el duque Otón III de Baviera, más tarde Bela V de Hungría. No tuvo descendencia.
4. Inés de Habsburgo (ca. 1257-Wittenberg, 11 de octubre de 1322), casada en 1273 con Alberto II de Sajonia y madre de Rodolfo I, duque de Sajonia-Wittenberg y de Ana de Sajonia.
5. Eduvigis de Habsburgo (d. 1285/86), casada en 1270 en Viena con Otón VI, margrave de Brandeburgo-Salzwedel, no tuvo descendencia.
6. Clemencia de Habsburgo (ca. 1262-después del 7 de febrero de 1293), casada en 1281 en Viena con Carlos Martel de Anjou-Sicilia, el candidato papal al trono de Hungría, y madre del rey Carlos I de Hungría y de la reina Clemencia de Francia.
7. Hartmann (Rheinfelden, 1263-21 de diciembre de 1281), ahogado en Rheinau.
8. Rodolfo II, duque de Austria y Estiria (1270-Praga, 10 de mayo de 1290), duque de Suabia, padre de Juan el Parricida de Austria.
9. Judit de Habsburgo (13 de marzo de 1271-Praga, 18 de junio de 1297), casada el 24 de enero de 1285 con el rey Wenceslao II y madre del rey Wenceslao III de Bohemia, Polonia y Hungría, de la reina Ana de Bohemia (1290–1313) y de la reina Isabel I de Bohemia (1292–1330), condesa de Luxemburgo.
10. Carlos (1276-1276).